# Édouard Morren

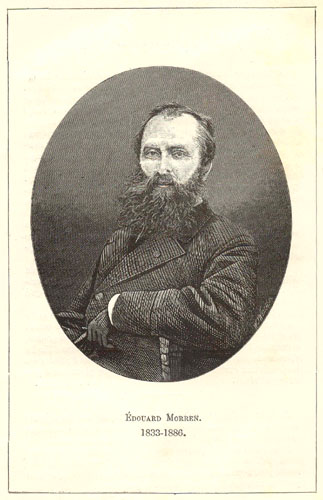
Édouard Morren

Charles Jacques "Édouard" Morren (Gent, 2 december 1833 - Luik, 28 februari 1886) was een Belgisch botanicus. Hij was van 1857 tot aan zijn dood directeur van de Jardin botanique de l'Université de Liège. Morren was hoogleraar aan de Luikse universiteit en bestudeerde vooral de Bromeliaceae, een familie van eenzaadlobbige planten.

## Levensloop
Édouard Morren werd geboren als zoon van de uit Gent afkomstige botanicus Charles Morren (1807-1858) die in 1835 benoemd werd tot hoogleraar aan de Université de Liège. Op 16-jarige leeftijd schreef hij zich in 1849 in aan de Luikse universiteit. Hij studeerde er eerst letteren en wijsbegeerte en ging daarna op advies van zijn vader natuurwetenschappen studeren. In 1854 begon hij aan de opleiding geneeskunde.
Morren werd assistent van zijn vader en hielp hem bij de redactie en de uitgave van het tijdschrift La Belgique Horticole dat Charles Morren in 1851 had opgestart. In het tijdschrift werden talrijke nieuwe plantensoorten beschreven.
In 1855 werd zijn vader ziek en diende het doceren aan de universiteit te staken. Op 22-jarige leeftijd nam Édouard Morren de lessen van zijn vader over. Hij doctoreerde nog datzelfde jaar in de natuurwetenschappen. Van 1857 tot aan zijn dood was hij directeur van de Jardin botanique de l'Université de Liège.
In 1861 werd Morren benoemd tot buitengewoon hoogleraar en in 1868 tot hoogleraar. Om de kwaliteit van zijn onderwijs te verbeteren bezocht Morren vele buitenlandse instituten. In 1883 werd aan de Luikse universiteit het botanisch instituut ingehuldigd, een verwezenlijking waarvoor Morren ruim 20 jaar geijverd had.
Van bij de stichting in 1859 tot aan zijn dood was Morren secretaris van de Federatie van Belgische tuinbouwverenigingen waarvoor het eveneens de bulletins verzorgde. Sinds 1871 was Morren lid van de Académie royale de Belgique.
Op het moment van zijn plotse overlijden op 52-jarige leeftijd werkte Morren aan een monografie over de Bromeliaceae, een familie van eenzaadlobbige planten. Uit alle Europese herbaria verzamelde hij de bekende plantenfamilies en kweekte deze in de serres van het botanisch instituut. Van zodra er een plant in de bloei stond, maakte hij er een minutieuze beschrijving over en liet hij er een aquarel van vervaardigen. Hiervoor deed hij een beroep op bekende kunstenaars zoals François Stroobant, Jean Cambresier en Pierre-Francois De Tollenaere. Hun stijl beïnvloedde later het werk van de plantenschilderes Margaret Mee.
Na zijn dood werden de manuscripten en de zowat 300 aquarellen door zijn weduwe verkocht aan de Engelse Kew Gardens. Eerst John Gilbert Baker en daarna Carl Christian Mez beschreven de nog onuitgegeven nieuwe plantensoorten. Baker maakte veelvuldig gebruik van het werk van Morren en de bijbehorende aquarellen bij de voorbereiding van zijn Handbook of the Bromeliaceae dat in 1889 verscheen.
De auteursaanduiding van Morren in de botanische nomenclatuur is É.Morren.

## Werk (selectie)
- Dissertation sur les feuilles vertes et colorées envisagées spécialement au point de vue des rapports de la chlorophylle et de l'érythrophylle, Gent, 1858
- Charles Morren: sa vie et ses oeuvres, Gent, 1860
- Mémorandum des travaux de botanique et de physiologie végétale qui ont été publiés par l'Académie Royale des Sciences, des Lettres et des Beaux-arts de Belgique pendant le premier siècle de son existence (1772 - 1871), Brussel, 1872
- Description de l'Institut Botanique de l'Université de Liége, Luik, 1885

- Bibliothèque nationale de France: cb106763587 (data)
- Author citation (botany): É.Morren
- Gemeinsame Normdatei: 116929839
- International Standard Name Identifier: 0000 0000 7778 2259
- Library of Congress Control Number: no2018177407
- Nederlandse Thesaurus van Auteursnamen: 240018060
- Réseau des bibliothèques de Suisse occidentale: 02-A011719266
- Système universitaire de documentation: 081436742
- Virtual International Authority File: 77080469
- WorldCat: E39PBJkMJk7hp8jqG6yFbfW4bd